# Mléč drsný
Mléč drsný (Sonchus asper) je středně vysoká, jednoletá, plevelná bylina, která žlutě vykvétá od června do pozdního podzimu. Při poranění rostlina intenzivně mléčí.

## Rozšíření
Je to kosmopolitní rostlina, která byla z Evropy a severozápadní Asie zavlečena do všech světadílů. V České republice se vyskytuje hojně od nížin do podhorských oblastí, neroste ale ve vyšších, chladnějších polohách jako mléč zelinný, kterému se značně podobá. Nejlépe se mu daří na půdách úrodných a kyprých.

## Popis
Letnička s přímou lodyhou vysokou 20 až 120 cm, která vyrůstá ze silně větveného, do hloubky rostoucího kořene. V celé rostlině je soustava mléčnic a ze vzniklé rány (např. po ulomení listu) začne vytékat bílé mléko latex. Pevná lodyha je dutá, lysá a převážně v horní části vrcholičnatě rozvětvená, někdy bývá načervenalá. Nejdříve ze semene rostou přízemní listy a teprve následně lodyha porůstající střídavými, lysými, tuhými, tmavozelenými listy které mohou být dlouhé až 30 cm a široké 15 cm, někdy jsou na spodní straně nafialovělé. Spodní listy s řapíky jsou kopinaté, nedělené nebo peřenoklané. Horní přisedlé listy s ostnitě zubatými oušky jsou nedělené nebo peřenosečné. Čepele jsou po obvodě nepravidelně osténkatě, zubaté s trojúhelníkovými vejčitými laloky, koncový je největší. Je variabilní v pichlavosti listů a v ochlupení lodyhy.
Květní úbory o průměru cca 2 cm vyrůstají v chudokvětých latách. Úbory jsou složené z 25 až 150 oboupohlavných, jazykových světle žlutých kvítků které mají uvnitř barvu jasně žlutou a vně jsou často načervenalé. Víceřadý, lysý zákrov 1 až 1,5 cm dlouhý je vejčitě zvonkovitý, jeho zelené listeny jsou úzce kopinaté, vnější jsou nejkratší. Kvete od června do října.

## Rozmnožování
Rozmnožuje se výhradně semeny, což jsou 2 až 3 mm dlouhé, obvejčité, žlutohnědé nažky se 3 podélnými žebry na každé straně. Za pomoci bílého chmýru, asi 8 mm dlouhého, se snadno šíří anemochorně na dlouhé vzdálenosti. Nažky jsou brzy po dozrání klíčivé. Nejlépe klíčí na povrchu nebo ve svrchní vrstvě půdy při vyšší teplotě a to průběžně od jara až do podzimu, zimní období však semenáčky ani dospělé rostliny nepřečkají. V hlubší vrstvě půdy brzy klíčivost ztrácejí. Kříží se s mléčem zelinným, vzniklé hybridy jsou však neplodné.

## Význam
Mléč drsný často roste v okopaninách, v zeleninových záhonech, zahradách, sadech, vinicích, ve sklenících, je také obvyklý i na úhorech, kolem cest i na kompostech a rumištích. Je věrným průvodcem lidských kultur, bývá většinou považován za málo nebezpečný druh plevele.

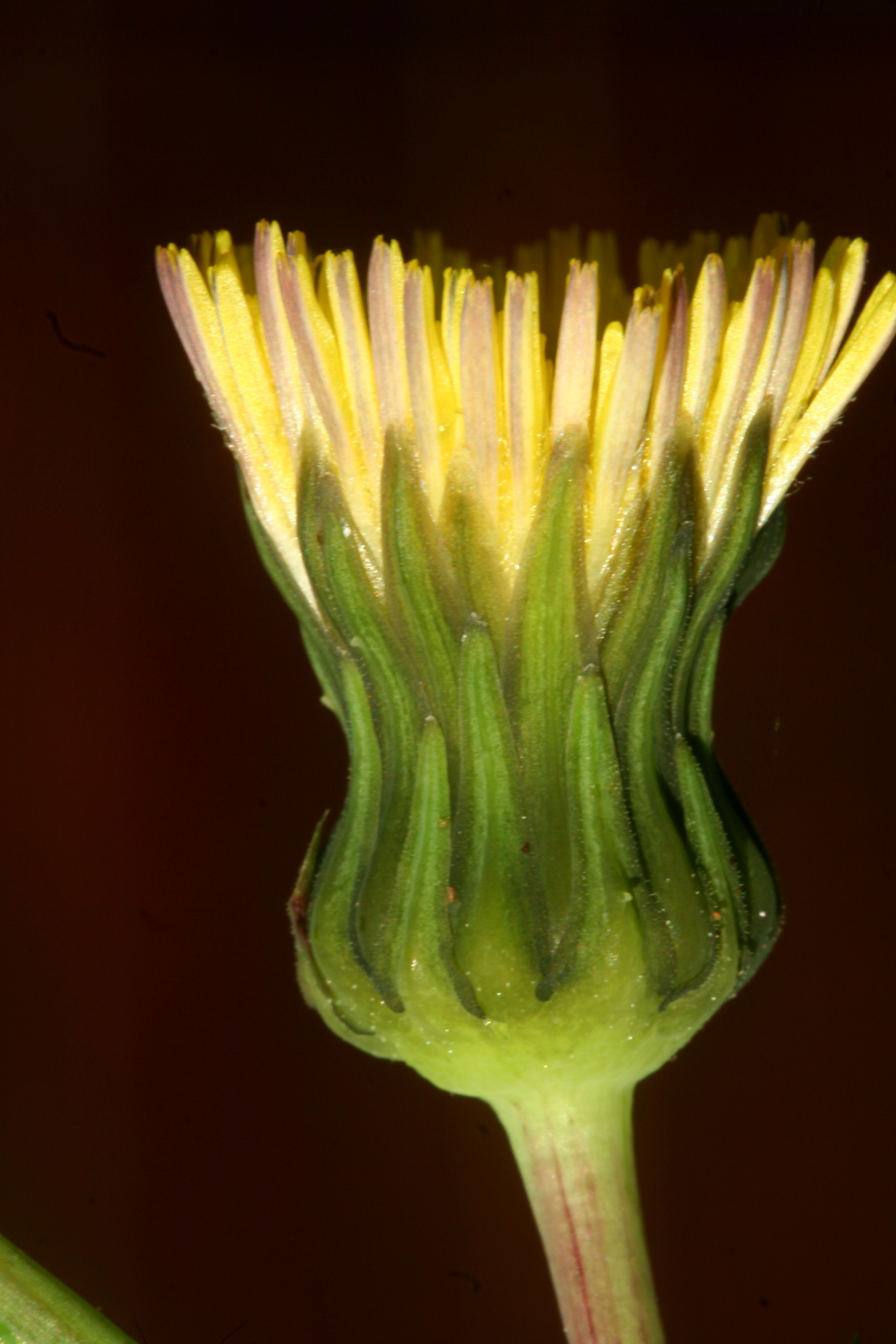
Zákrov
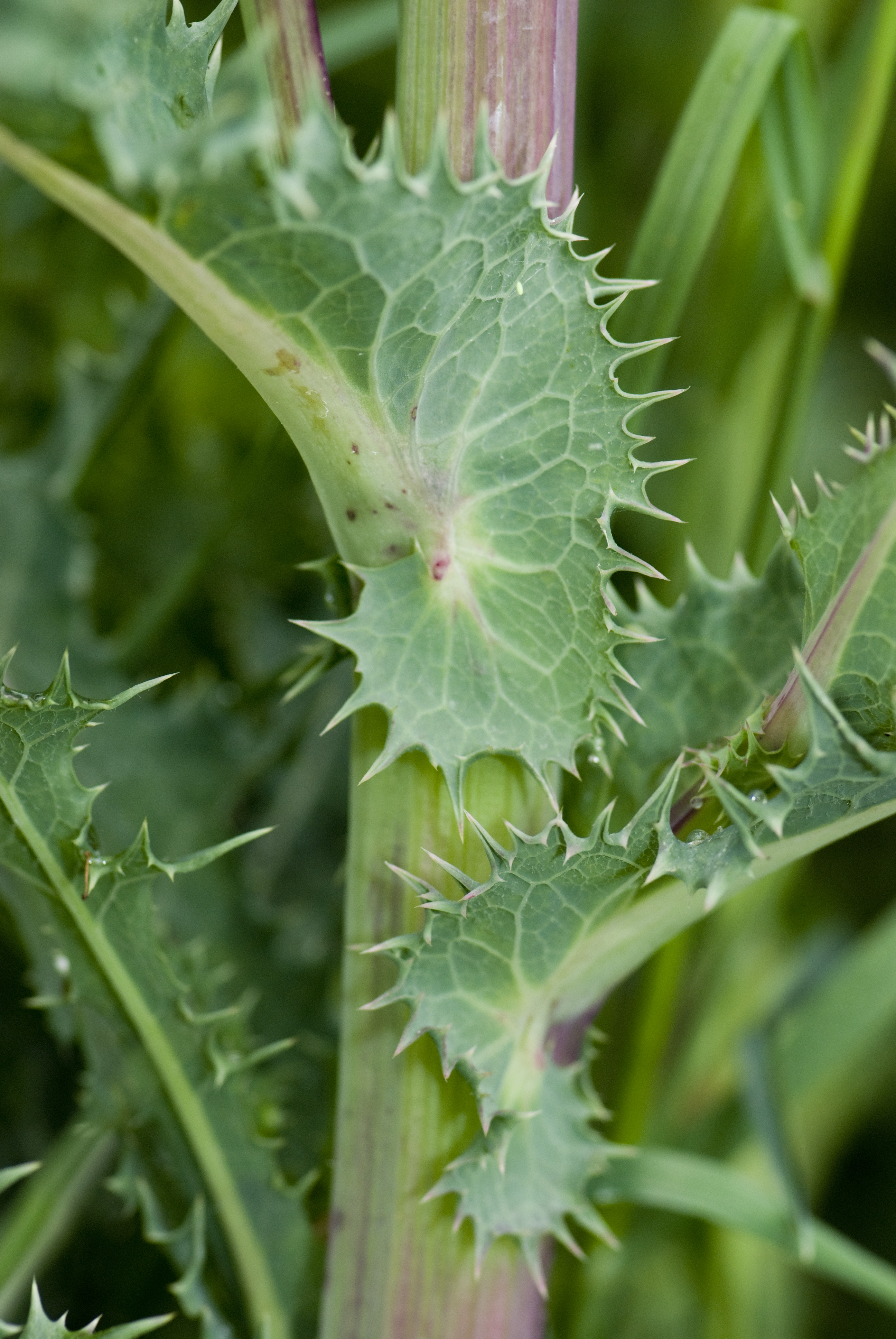
Přisedlé listy
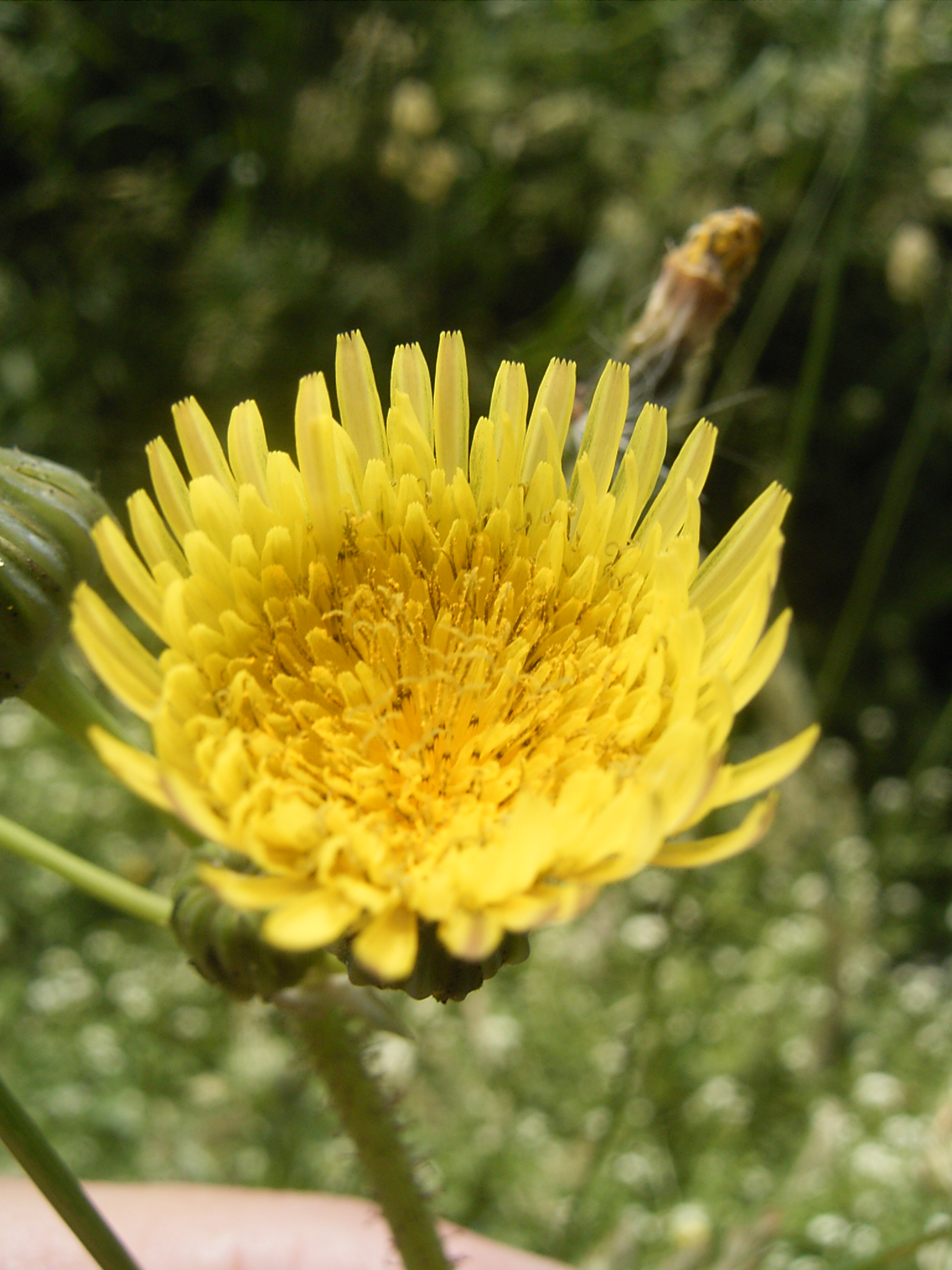
Květ
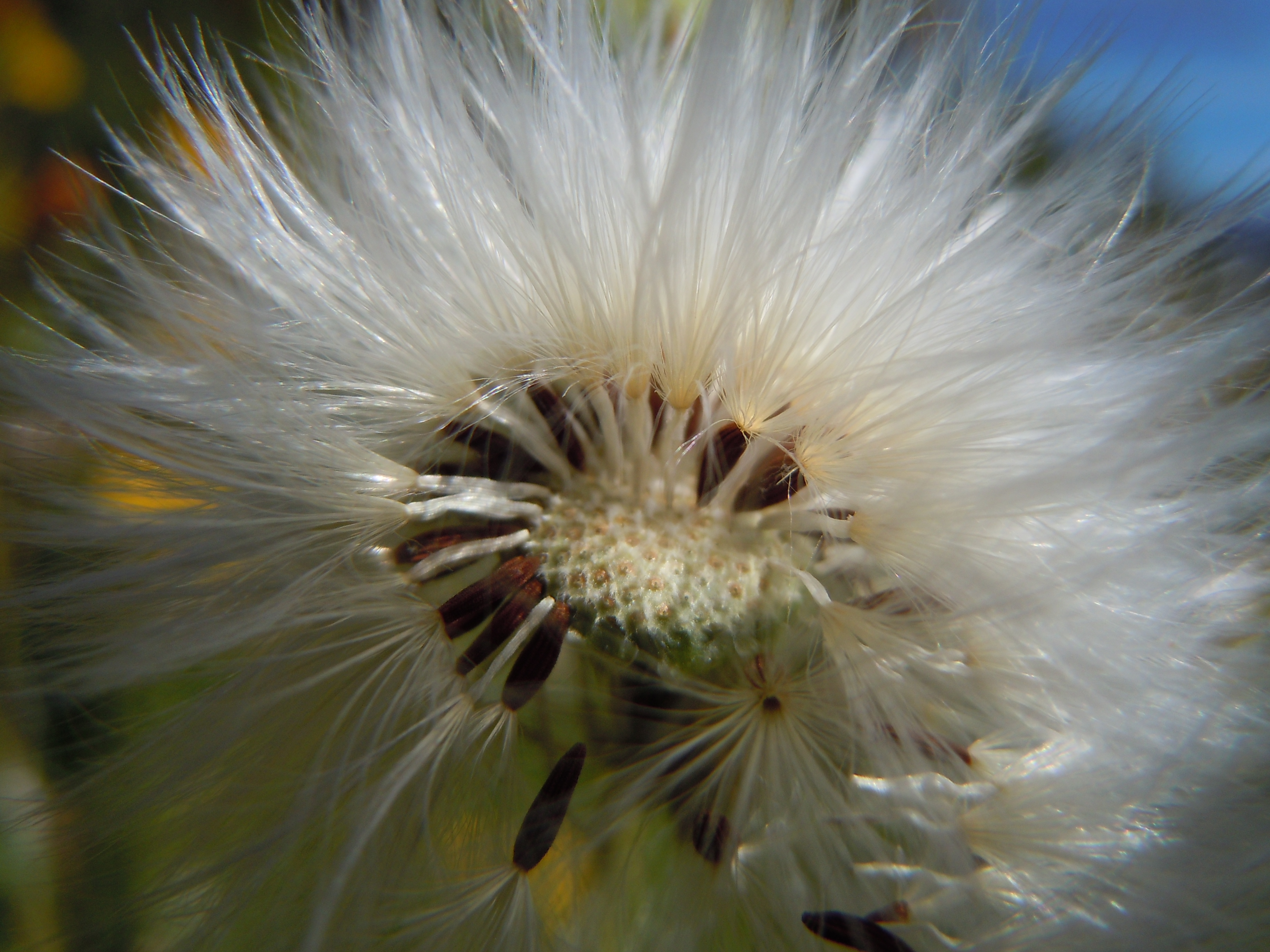
Zralé nažky